# ATSV Wurzen
Der ATSV „Frisch Auf“ Wurzen e. V. ist ein Sportverein aus Wurzen in Sachsen. Er ist hauptsächlich im Bereich Fußball tätig.

## Geschichte

### Von der Gründung bis in die frühen 1950er Jahre
Der ATSV wurde 1898 als Turnverein gegründet. Etwa ab 1910 wurde vorrangig Fußball gespielt, doch trat der Verein nie überregional in Erscheinung. Mit Oskar Bauch stellte man allerdings kurzzeitig einen ATSB-Nationalspieler. Erst nach dem Ende des Zweiten Weltkriegs gewannen Wurzens Fußballer an Bedeutung. An die Stelle des 1946 auf Geheiß der sowjetischen Besatzungsmacht aufgelösten ATSV trat zunächst die SG Wurzen. Deren Fußballmannschaft erreichte 1948 die sächsische Qualifikationsrunde für die 1. Ostzonenmeisterschaft, schied jedoch gegen den später Ostzonenmeister SG Planitz aus. 1952 wurden die Fußballmannschaft, inzwischen zur Sektion Fußball der aus der SG entstandenen Betriebssportgemeinschaft Empor Wurzen West gehörig, sächsischer Fußballmeister. Gleichzeitig erreichte die BSG das Halbfinale des DDR-Fußballpokals, erst dort schied gegen den späteren Pokalsieger SG Volkspolizei Dresden nach einer 1:3-Auswärtsniederlage aus. Den gleichen Pokaltriumph wiederholte die Mannschaft 1954, als sie erneut bis in das Halbfinale vordrang und erst durch Motor Zwickau mit 0:2 besiegt wurde.

### Zweit- und Viertklassigkeit im DDR-Fußball
Durch den sächsischen Meistertitel hatte sich Wurzen für die die zweitklassige DDR-Liga qualifiziert. Hauptsächlich durch die 19 Treffer seines Torjägers Rolf Keil, der 2. der Ligatorschützenliste wurde, erreichte der Neuling einen guten 5. Platz. Diese gute Leistung wurde in den folgenden zwei Jahren, inzwischen unter der Bezeichnung BSG Empor Wurzen, noch durch zwei 3. Plätze verbessert. Mit Horst Zedel hatte die Mannschaft erneut einen hervorragenden Torschützen, der 1954 mit 13 Treffern sechstbester Torschütze seiner Ligastaffel wurde. Erst ab 1956 trat ein Abwärtstrend ein, der 1959 zum Abstieg in die II. DDR-Liga führte. Dort spielte Wurzen u. a. zeitweise mit dem späteren DDR-Nationalspieler Manfred Walter bis 1963, dann wurde die II. DDR-Liga aufgelöst, und als Tabellendreizehnter musste Empor künftig in der Bezirksliga Leipzig spielen. 1967 erfolgte der erste Abstieg in die viertklassige Bezirksklasse, danach gab es bis zum Ende des DDR-Fußballspielbetriebes 1990 ein ständiges Auf und Ab zwischen Bezirksliga und Bezirksklasse. 1990 erreichte Empor Wurzen in der Bezirksliga Platz 6 und qualifizierte sich damit für die neue Landesliga Sachsen.
| Ligenübersicht 1952 bis 1990 | Ligenübersicht 1952 bis 1990 | Ligenübersicht 1952 bis 1990 |
| ---------------------------- | ---------------------------- | ---------------------------- |
| 1952–1959                    | DDR-Liga                     | 2. Liga                      |
| 1960–1963                    | II. DDR-Liga                 | 3. Liga                      |
| 1963–1967                    | Bezirksliga Leipzig          | 3. Liga                      |
| 1967–1970                    | Bezirksklasse Leipzig        | 4. Liga                      |
| 1970–1975                    | Bezirksliga Leipzig          | 3. Liga                      |
| 1975–1981                    | Bezirksklasse Leipzig        | 4. Liga                      |
| 1981–1985                    | Bezirksliga Leipzig          | 3. Liga                      |
| 1985–1986                    | Bezirksklasse Leipzig        | 4. Liga                      |
| 1986–1990                    | Bezirksliga Leipzig          | 3. Liga                      |

### Fußball im DFB-Ligensystem
Nach der Wende wurde anstelle der BSG-Sektion Fußball 1990 zunächst der Verein 1. FSV Wurzen gegründet. Er spielte nur ein Jahr in der Landesliga, danach bis 1996 in der Bezirksliga Leipzig (fünft- bzw. sechstklassig). 1992 folgte die Umbenennung in „Frisch Auf“ Wurzen. Von 1996 an gab es erneut ein ständiges Auf und Ab zwischen Landes- und Bezirksliga. 2004 wurde mit dem Abstieg in Bezirksklasse ein vorläufiger Tiefpunkt erreicht, seit 2007 spielt der ATSV wieder in der Bezirksliga, die seit 2008 7. Spielklasse ist.
Schlagzeilen machte im Mai 2007 ein Spiel der C-Jugend des ATSV, bei dem von jugendlichen Spielern und Zuschauern rassistische Parolen zu hören waren – in einem Stadion, das nach dem in der Nachbargemeinde Bennewitz geborenen Widerstandskämpfer Albert Kuntz benannt war.
In der Saison 2013/14 spielt im Tor der ersten Mannschaft ein Spieler, der für die NPD im Wurzener Stadtrat sitzt. Dies führte beim Spiel bei der BSG Chemie Leipzig zu antifaschistischen Rufen der Heimfans, die vom Verband bestraft wurden. Seit der Saison 2012/2013 spielen sie in der Landesklasse Nord.

## Stadion

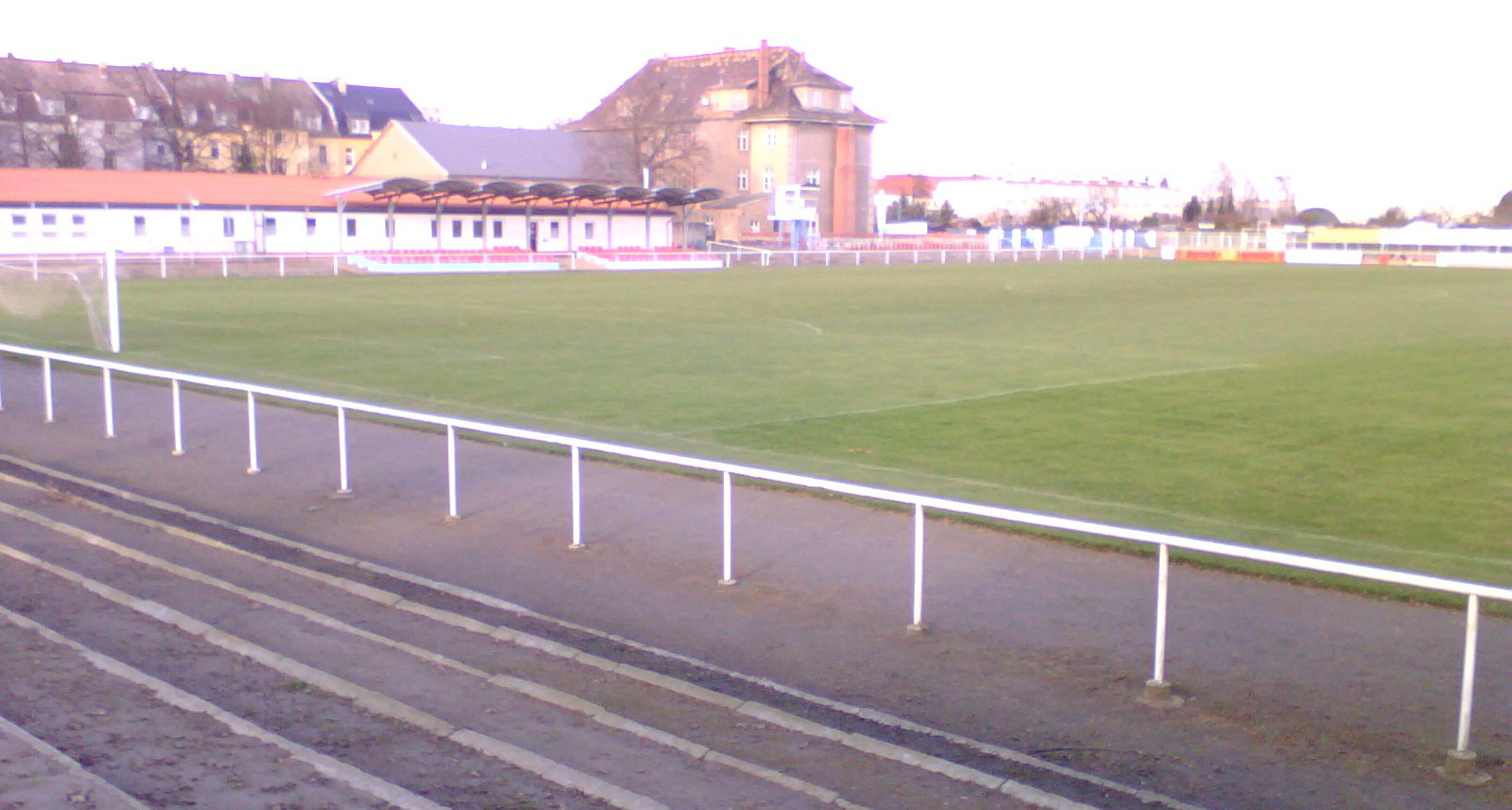
Stadion des ATSV „Frisch auf“

Die Mannschaften tragen ihre Heimspiele im „Frisch-Auf-Stadion“ (vormals Albert-Kuntz-Stadion) aus. Es bietet 8000 Zuschauern Platz, 200 Plätze sind überdachte Sitzplätze.

## Personen von besonderer Bedeutung
- Harro Miller war Trainer beim ATSV, vorher Oberligaspieler beim 1. FC Lok Leipzig
- Hans Studener spielte bis 1957 Fußball bei der BSG Empor, danach Trainer in Leipzig und DDR-Auswahltrainer
- Manfred Walter war Nachwuchsspieler bei der BSG Empor und spielte danach 242 Mal in der DDR-Oberliga und bestritt 16 A-Länderspiele
- Horst Zedel spielte von 1952 bis 1955 bei der BSG Empor, danach für den SC Empor Rostock in der DDR-Oberliga